# Арієль Салле
Аріель Салле (англ. Ariel Salleh) — австралійський соціолог, філософ та екофеміністська авторка, що досліджує відносини між людством та природою, рухи соціальних змін та фемінізм.
Аріель Салле є соціологом у відділі політичної економії в Університеті Сіднея (Австралія). Раніше була доцентом з соціальної екології в Університеті Західного Сіднея, читала лекції в Нью-Йорку, Манілі, Торонто; стала запрошеним професором в Університеті Лунда (Швеція). Викладає міжнародний екофемінізм.
На відміну від ідеалістичного екофемінізму, що приходить з філософії та культурології, аналіз Салле близький до аналізу соціологинь Марії Міс у Німеччині та Мері Меллор у Великій Британії. Репродуктивна праця та корисна цінність тут є центральними темами. Власний «втілений матеріалізм» Салле звертається до опору глобалізації через рух рухів, вводячи термін «метаіндустріальна праця» для інтеграції корінних народів, селян, жінок, а також працівників у політиці під екологічним гаслом.
Книга Салле «Екофемінізм як політика: природа, Маркс і постмодерн» (Ecofeminism as Politics: nature, Marx and the postmodern) окреслює сферу матеріалістичного екофемінізму, пропонуючи трансдисциплінарний аналіз втілених коренів капіталістичної патріархальної глобалізації. Книга є однією з ранніх екосоціалістичних заяв. Салле простежує наслідки того, що вона бачить як «первісне сперечання»: економічне забезпечення праці (коштом жіночого тіла у першу чергу), «природною» і євроцентричною ідеологією «людства в природі», що виправдовує цю системну експлуатацію.
Салле ілюструє марксистський аргумент, що практика є необхідною для обґрунтованої політичної теорії.
Салле заснувала Рух проти видобутку урану в Сіднеї (1976 р.) і допомогла заснувати Зелену Партію у 1985 році. Вона працювала на Саміті Землі (Earth Summit) 1992 року з Організацією жіночого навколишнього середовища та розвитку (Women's Environment & Development Organization); на місцевому рівні боролася з локальним водозбором у середині 90-х років; а з 2001—2004 рр. виступала як еколог / критикеса у Комітеті з генної технології федерального уряду Австралії (Australian federal government's Gene Technology Ethics Committee).
Аріель Салле працює у діалозі гендерних відносин між прихильницями й прихильниками екофеміністської та екосоціалістичної політик. Її праці зверталися до цього питання з початку 1980-х років, і Салле була оригінальною стороною Екосоціалістичного маніфесту (Eco-socialist Manifesto) 2001 року. Її критичні дослідження зеленої думки, екологічної етики та екополітики становлять близько 100 статей та розділів книг.

## Публікації
- (2015) з Джеймсом Гудманом та Хамедом Хоссейні, «Від соціологічної уяви до екологічної уяви» у Джонатан Маршалл та Лінда Коннор (ред.) / «From Sociological Imagination to Ecological Imagination», Зміни навколишнього середовища та ф'ючерси світу: екологія, онтології, міфології. Лондон: Routledge.
- (2015) «Неолібералізм, наукове дослідження та управління земними системами» в Реймонд Брайант (ред.) / «Neoliberalism, Scientism, and Earth System Governance' in Raymond Bryant (ed.)», Міжнародний довідник з політичної екології, Cheltenham: Elgar.
- (2015) «Екофемінізм і політика відтворення» в Бриджит Ауленбахер, Біргіт Ріграф, Сюзанна Фолкер (ред. Feministische Kapitalismuskritik, Einstiege in bedeutende Forschungsfelder з інтерв'ю з Аріель Салле) / «Ecofeminism and the Politics of Reproduction», Мюнстер, Вестфаліс: Dampfboot.
- (2014) «Передмова" до Марії Міс і Вандани Шиви/ «Foreword», Ecofeminism, London: Zed Books.
- (2012) з Мері Меллор, Кетрін Фаррелл і Вандана Шива, «Як екофеміністки використовують складність в екологічній економіці» у Катрін Фаррелл, Томмазо Луззі та Сибіл ван ден Хоув (ред.) / «How Ecofeminists Use Complexity in Ecological Economics», Поза редукціонізмом. Лондон: Routledge, 154-178.
- (2012) «Зелена економіка чи зелена утопія? Ріо+20 і клас репродуктивної праці»/ «Green Economy or Green Utopia? Rio+20 and the Reproductive Labor Class», Journal of World Systems Research, 18/2, 141-145.
- (2012) «Ріо+20 і зелене економіка: технократи, мета-промисловість, ВСФ і найм»/ «Rio+20 and the Green Economy: Technocrats, Meta-industrials, WSF and Occupy»: http://rio20.net/uk/documentos [Архівовано 16 квітня 2019 у Wayback Machine.]
- (2011) «Фукусіма: заклик до жіночого лідерства» / «Fukushima: A Call for Women's Leadership», Журнал екологічної думки та освіти, 5/4, 45-52.
- (2011) «Кліматична стратегія: вибір між екологічною модернізацією або «життям в достатку»/ «Climate Strategy: Making the Choice between Ecological Modernisation or "Living Well"», Журнал австралійської політичної економії, 66, 124-149.
- (2011) «Значення синергетичної економіки» в Anitra Nelson і Frans Timmerman» (ред.) / «The Value of a Synergistic Economy», Життя без грошей: будівництво справедливої та стабільної економіки. Лондон. Pluto Press.
- (2010) «Як гендеровано екологічний слід: наслідки для екосоціалістичної теорії та практики» у Qingzhi Huan (ред.) / «How the Ecological Footprint is Sex-Gendered: Implications for an eco-socialist theory and praxis' in Qingzhi Huan (ed.)», Екосоціалізм як політика. Дордрехт: Springer.
- (2010) «Соціологічне відображення комплексу досліджень з питань зміни клімату» / «A Sociological Reflection on the Complexities of Climate Change Research», Міжнародний журнал "Вода", 5/4, 285-297.
- (2010) «Втілений матеріалізм у дії» / «Embodied Materialism in Action», поліграф: спеціальний випуск «Екологія та ідеологія», 22, 183-199: www.duke.edu/web/polygraph/cfp.html
- (2010) «Від метаболічного розладу до метаболічної цінності: роздуми про екологічну соціологію та альтернативний рух за глобалізацію» / «From Metabolic Rift to Metabolic Value: Reflections on Environmental Sociology and the Alternative Globalization Movement», організація та довкілля, 23/2, 205-219.
- (2009) «Еко-достатність і глобальна справедливість: жінки пишуть політичну екологію» / «Eco-Sufficiency & Global Justice: women write political ecology», Лондон: Pluto Press і Нью-Йорк: Palgrave Macmillan.
- (2009) "Дистопія технічної науки: екофеміністична критика постмодерного розуму", ф'ючерси, 41/4, 201-209.
- (2008) "Зміна клімату та" Інший "слід: " Спільна особа ", № 13: www.thecommoner.org.uk
- (2008) «Екосоціалізм і « екологічна цивілізація »в Китаї», капіталізм, природа, соціалізм, 19/3, 122-128.
- (2006) Відредагований симпозіум: «Екосоціалістсько-екофеміністичні діалоги, капіталізм, природа, соціалізм, 17 (4): 32-124.
- (2006) Ми на Півночі є найбільшою проблемою для Півдня: Розмова з Hilkka Pietila, капіталізм Природа соціалізм, 17 (1): 44-61.
- (2006) Соціальна екологія та питання людини в Пірс Стівенс, Джон Баррі і Ендрю Добсон (ред., Сучасна екологічна політика. Лондон: Routledge.
- (2005) Більш глибока, ніж глибока екологія, у Baird Callicott та Clare Palmer (ред., Філософія навколишнього середовища, тт. 1-5. Лондон: Routledge.
- (2005) Редакційна стаття: «На шляху до втіленого матеріалізму, соціалізм природи капіталізму, 16 (2): 9-14.
- (2005) Клас, раса і гендерний дискурс в дебатах Екофемінізм / глибока екологія в Лінді Калоф і Терре Саттерфілд (ред. ), Екологічні значення. Лондон: Earthscan.
- (2004) Глобальні альтернативи та мета-індустріальний клас у Robert Albritton et al. (ред.), Нові соціалізми: ф'ючерси поза глобалізацією. Нью-Йорк: Routledge.
- (2001) Екофемінізм у Вікторі Тейлорі та Чарльзі Вінкуїст (ред., Постмодерністська енциклопедія. Лондон: Routledge.
- (2001) Інтерв'ю з Марією Міс: «Жінки, природа» та «Міжнародний відділ праці» у Вероніці Беннольд-Томсен та ін. (ред., Є альтернатива. Лондон: Книги Zed.
- (2001) Підтримка природи або підтримка Маркса? Відповідь Джон Фостер і Пол Беркетт, Organization & Environment, 1: 43-450.
- (1999) Діалог з Мейрою Хансон: Про виробництво та відтворення, ідентичність та неідентичність, організація та довкілля, 12: 207-218.
- (1997) Екофемінізм як політика: природа, Маркс і постмодерн. Лондон: Zed Books і Нью-Йорк: St Martins Press.
- (1996) Політика в / пустелі, Арена, 23: 26-30.
- (1994) Природа, жінка, праця, капітал у Мартіні О'Коннорі (ред. Чи є капіталізм сталим? Нью-Йорк: Гілфорд).
- (1993) Саміт Землі: Роздуми про наш політичний час, Ecofeminist Newsletter, 4: 6-8.
- (1991) Екосоціалізм / Екофемінізм, капіталізм Природа Соціалізм, 2: 129-134.
- (1991) Essentialism - і Ecofeminism, Arena, 94: 167-173.
- (1990) Політика представництва, Арена, 91: 163-169.